# Ville de Paris (Luftschiff, 1903)
Die Ville de Paris (französisch für Stadt Paris) war ein im Jahr 1903 fertiggestelltes französisches Prallluftschiff. Es diente als vielbeachtetes Ausstellungsobjekt, bewährte sich jedoch nicht in der Luft.

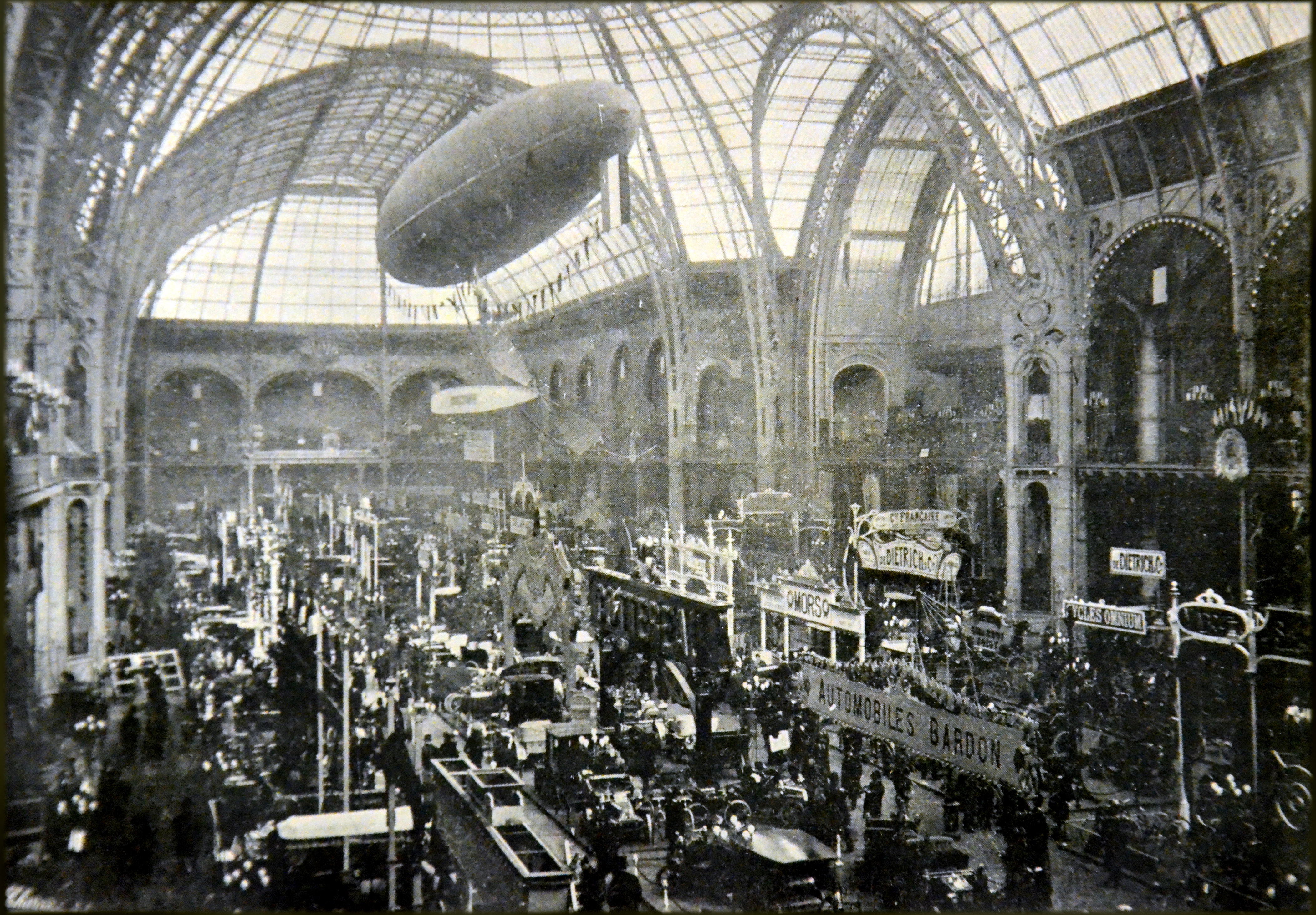
Die Ville de Paris im Grand Palais beim Salon de l’automobile, du cycle, et des sports 1901

## Geschichte
In den Jahren 1901 bis 1903 ließ Henry Deutsch de la Meurthe von der Société Mallet, Mélandri et de Pitray ein neuartiges Luftschiff nach Plänen des Konstrukteurs Victor Tatin herstellen.
An einem Freitagnachmittag im Dezember 1903 stieg das noch durch Seile gesicherte Luftschiff im Park von Saint-Cloud erstmals auf. Unter den geladenen Beobachtern waren in Paris anwesende Vertreter ausländischer Automobilclubs und die Konstrukteure des konkurrierenden Luftschiffs Lebaudy.
Mit ihrem Konstrukteur Tatin, dem Piloten Nicolleau und dem Bordmechaniker Pain als Besatzung an Bord hob die Ville de Paris kurz ab. Der Motor lief, konnte jedoch den Propeller nicht drehen. Nach einigen Minuten wurde der Startversuch abgebrochen und das Luftschiff zurück in seinen Hangar gebracht.
Wegen der auffälligen Instabilität wurde nie ein freier Flug dieser Ville de Paris riskiert.
Henri Deutsch de la Meurthe verlegte seine Luftschiffaktivitäten in die Nähe von Sartrouville und ließ 1906 ein neues Luftschiff mit dem Namen Ville de Paris bauen, diesmal nach Plänen des Konstrukteurs Édouard Surcouf.

## Beschreibung
Die Ville de Paris bestand aus einem durch den Überdruck seiner Gasfüllung stabilisierten Ballon. Zwei an dessen Längsseiten befestigte Reihen von Seilen trugen eine langgestreckte Gondel.
Die mit Wasserstoff unter 2 Millibar Druck befüllte linsenförmige Ballonhülle hatte bei einer Länge von 56,8 m und einem Umfang von 8,18 m ein Volumen von 2.100 m3. Ein luftgefülltes Ballonett mit 200 m3 Volumen unter 1,5 Millibar Druck war in der Hülle 20,4 m hinter der Bugspitze befestigt. Das Gesamtgewicht der aus japanischer Seide innen und aus schwererer französischer Seide außen gefertigten doppelschichtigen Hülle betrug etwa 350 kg.
Ein drei Meter hoher und vier Meter langer Seitenstabilisator war unter der Heckspitze des Ballons montiert.
Die Gondel war ein 200 kg schweres, 30 m langes Lattengerüst mit den Plätzen der Besatzung. Im Inneren konnte ein Ballastschlitten auf Schienen mittels Seilzügen zwölf Meter weit in Längsrichtung verschoben werden, um das Luftschiff auszubalancieren oder für Auf- und Abstieg zu neigen.
Ein 370 kg schwerer Vierzylindermotor der Marke Mors leistete 60 oder 63 PS bei 930 min−1 und verbrauchte dabei 25 kg Treibstoff pro Stunde. Das Kühlsystem benötigte 40 Liter Wasser.
Der 100 kg schwere Zweiblattpropeller mit 7 m Durchmesser war am Heck der Gondel angebracht.

## Ausstellungsobjekt
Beim Salon de l’automobile, du cycle, et des sports vom 10. bis 25. Dezember 1901 war ein Luftschiff Ville de Paris als Ausstellungsobjekt unter dem Glasdach des Grand Palais aufgehängt. Die zum Einsatz vorgesehene Ballonhülle entstand jedoch erst in den Anfangsmonaten des Jahres 1903.